# Pulo Glumpang
Pulo Glumpang is een bestuurslaag in het regentschap Pidie van de provincie Atjeh, Indonesië. Pulo Glumpang telt 570 inwoners (volkstelling 2010).